# Александър Глазунов
Александър Глазунов (Александър Константинович Глазунов, на руски: Алекса́ндр Константи́нович Глазуно́в, Aleksandr Konstantinovič Glazunov; на френски: Glazounov), роден на 10 август1865, починал на 21 март 1936, е руски композитор от късния руски романтичен период, музикален педагог и диригент. Той е директор на Санктпетербургската консерватория между 1905 и 1928 година, като продължава да се води директор до 1930 година, въпреки че напуска Съветския съюз през 1928 година и не се връща. Най-известен ученик на консерваторията от неговото време в ранните години на Съветския съюз е Дмитрий Шостакович.
Значимостта на Глазунов е в успешното съчетаване на националните елементи и космополитното в създаване на руска по звучене музика. Макар той да е пряк наследник на Балакиревския национално-украсен стил, той клони повече към бородиновото епично величие, като усвоява и редица други влияния. Те включват оркестровата виртуозност на Римски-Корсаков, лиричността на Чайковски и майсторството на контрапункта на Танеев. Неговите слабости са проблясъци на схоластичност, което понякога надделява над вдъхновението и еклектичността му, и което може да отнеме от оригиналността на неговата музика. По-младите композитори като Прокофиев и Шостакович смятат музиката му за старомодна, но признават и че той си остава композитор с внушителна репутация и стабилизиращо влияние по време на преход и нестабилност.

## Биография

### Вундеркинд
Глазунов е роден в Санкт Петербург, син на заможен издател. Започва да учи пиано на 9-годишна възраст и да композира на 11. Милий Балакирев, бивш лидер на руското творческо обединение „Могъщата петорка“, разпознава таланта на Глазунов и занася някои от композициите му на Николай Римски-Корсаков. „Небрежно Балакирев веднъж ми донесе композицията на 14– или 15-годишен ученик, Саша Глазунов“, спомня си Римски-Корсаков. „Това беше оркестрация, написана по детински начин. Талантът на момчето бе несъмнено очевиден.“
Скоро след това, през декември 1879 година, Балакирев го запознава с Римски-Корсаков. Римски-Корсаков поставя премиерата на тази негова творба през 1882 година, когато Глазунов е едва на 16. Александър Бородин и Владимир Стасов, заедно с други, щедро хвалят произведението и композитора му. Римски-Корсаков приема Глазунов като частен ученик.
„Музикалното му развитие напредваше не с дни, а буквално с часове“, пише Римски-Корсаков. Естеството на отношенията им също се променя. През пролетта на 1881 година Римски-Корсаков възприема Глазунов повече като „младши колега“, отколкото като студент.
Докато част от тази промяна в отношението може да е резултат на нуждата на Римски-Корсаков да намери духовен заместител на Модест Мусоргски, който почива през март същата година, но може също да е от наблюдаване на напредъка на първите осем завършени симфонии на Глазунов.  (той оставя деветата недовършена до смъртта си).

### Под крилото на Беляев
Една от най-важните похвали за таланта на Глазунов е, че сред почитателите на творчеството на Глазунов е богатият филантроп и издател на руска музика, а иначе търговец на дървесина и аматьор музикант, Митрофан Беляев. Беляев е запознат с музиката на Глазунов от Анатолий Лядов и проявява жив интерес към музикалното бъдеще на младежа.  Беляев разширява този интерес и към цялата група композитори, пишещи с руска национална тематика.  През 1884 година Беляев завежда Глазунов на пътуване в Западна Европа с дестинация Ваймар, където е изпълнена Първата симфония на Глазунов и там той се среща и е запознат с Лист.  Също през 1884 година Беляев взема под наем зала и наема оркестър да свири първата симфония на Глазунов и една току-що написана сюита. Стимулиран от успеха на репетицията, Беляев решава следващият сезон да се изнесе публичен концерт на творби на Глазунов и други композитори. Този проект се превръща във форум за изява на млади руски композитори, спонсориран от Митрофан Беляев. Окриването на Руските симфонични концерти става в Санкт Петербург през сезона 1886 – 1887 година.
През 1885 година Беляев започва собствена издателска къща в Лайпциг, Германия, като първоначално публикува музика от Глазунов, Лядов, Римски-Корсаков и Александър Бородин за своя сметка. Младите композитори започват да апелират за неговата помощ. За да избере от техните произведения, Беляев се опира на съветите на Глазунов, Римски-Корсаков и Лядов. Формираната група композитори в крайна сметка става известна като „кръга на Беляев“.

### Mеждународно признание
Глазунов рано получава международно признание. Въпреки това той изпитва творческа криза през 1890 – 1891 година, но преодолява този период с натрупана зрялост. През 1890-те пише три симфонии, два струнни квартета и балета „Раймонда“ (опус 57). Балетът му е хореографиран от известния Мариус Петипа. По същото това време, през 1905 година, той е избран за директор на Санкт Петербургската консерватория и е в разгара на творческите си сили. За негови най-добрите творби от този период се смятат Осмата му симфония и Концертът му за цигулка в ла минор (опус 82). Това е и времето на неговото най-ярко международно признание. Той дирижира последния от Руските исторически концерти в Париж на 17 май 1907 година и получава почетната титла Доктор хонорис кауза на университетите в Оксфорд и Кеймбридж. Състои се цикъл от концерти само с композиции на Глазунов в Санкт Петербург и Москва, за да отпразнува своята 25-годишнина като композитор.

### Диригент
Глазунов прави своя диригентски дебют през 1888 година. По-следващата година той дирижира своята Втора симфония в Париж на Световното изложение 1900 (L'Exposition de Paris 1900).
През 1896 година е назначен за диригент на Руските симфонични концерти. През март същата година той дирижира премиерата на увертюрата от ученическите години на Чайковски Буря (посмъртно). 
През 1897 година той дирижира катастрофалната премиера на Рахманиновата Симфония № 1. Съпругата на композитора по-късно заявява, че Глазунов сякаш е бил пиян. Макар това твърдение да не може да се потвърди, не е неправдоподобно за човек, който според Шостакович държи бутилка алкохол скрита зад бюрото си и си отпива през тръбичка по време на уроците.
Пиян или не, Глазунов имал недостатъчно репетиционно време със симфонията, макар той да обичал диригентското изкуство, той никога не го овладял напълно. От време на време той дирижира собствени композиции, особено балета „Раймонда“, въпреки че знаел, че нямал талант за това. Той понякога се шегувал „можете да критикувате моите композиции, но не може да отречете, че съм добър диригент и забележителен директор на Консерваторията.“
Въпреки трудностите, претърпени по време на Първата световна война и последвалата Гражданска война в Русия, Глазунов остава активен като диригент. Дирижира концерти във фабрики, клубове и постове на Червената армия. Той играе важна част в Руското честване през 1927 година на стогодишнината от смъртта на Бетовен като говорител и диригент. След като напуска Русия, той дирижира вечер на свои творби в Париж през 1928 година. Това е последвано от ангажименти в Португалия, Испания, Франция, Англия, Чехословакия, Полша, Холандия и Съединените щати.

### Консерваторията
През 1899 година Глазунов става професор в Санкт Петербургската консерватория. В резултат на Руската революция от 1905 година и уволняването, а след това преназначаването на Римски-Корсаков през същата година, Глазунов става неин директор. Той остава на този пост по време на революционните събития от 1917 година. Първата премиера на неговия клавирен концерт в си-мажор, опус 100, е в Петроград на 8 ноември.

След края на Първата световна война той полезен за преобразяването на Консерваторията – това може би е основната причина за неговото дълго изчакване преди да замине в изгнание. По време на мандата си като директор той работи неуморно, за да подобри учебния план, за повишаване на стандартите за студенти и преподаватели, както и защитава достойнството и самостоятелността на институцията. Сред неговите постижения се нареждат оперно студио и студентски филхармоничен оркестър. Глазунов показва бащинска загриженост за благосъстоянието на нуждаещите се студенти, като Дмитрий Шостакович и Натан Милщайн. Той също така лично изпитва стотици студенти в края на всяка учебна година и пише кратки коментари за всеки.
За съжаление, според коментара на Шостакович в книгата му „Свидетелство“, алкохолизмът на Глазунов може би напреднал до такава степен, че той не може да дава уроци в трезво състояние. По времето, когато Шостакович е студент, Глазунов преподава само камерна. Глазунов седял на бюрото си, не прекъсвал музиката, която се свирела по време на занятието. Той говорил тихо и кратко, като към края на часа неговите коментари ставали все по-къси и все по-трудно разбираеми.
Докато нетрезвото състояние на Глазунов е обект на критика, неговият престиж не е. Заради отличната му репутация след Октомврийска революция Консерваторията получава специален статут сред висшите учебни заведения. Глазунов установява добри работни взаимоотношения с болшевишкия режим, особено с Анатолий Луначарски, министър на образованието по това време. Въпреки това консерватизмът на Глазунов е нападнат в Консерваторията. Все повече професори настояват за по-прогресивни методи, а студентите искат по-големи права. Глазунов гледа на тези изисквания като разрушителни и несправедливи. Уморен от Консерваторията, той се възползва от възможността да отиде в чужбина през 1928 година за стогодишните чествания на Франц Шуберт във Виена и не се връща. Максимилиан Щайнберг се грижи за консерваторията в неговото отсъствие, докато си подава оставката през 1930 година.

### Изгнание
Глазунов обикаля Европа и Съединените щати през 1928 година и се установява за постоянно в Париж през 1929 година. Той винаги твърди, че причината за неговото продължително отсъствие от Русия е „лошо здраве“; това му позволява да остане уважаван композитор в Съветския съюз, за разлика от Игор Стравински и Сергей Рахманинов, които напуснали по други причини. През 1929 година дирижира оркестър от парижки музиканти в първия пълен електрически запис на „Сезоните“. През 1934 година написва своя Концерт за саксофон, виртуозно-лирична творба за алт-саксофон.

### Брачен живот
През 1929 година, на 64-годишна възраст, Глазунов се жени за 54-годишната Олга Николаевна Гаврилова (1875 – 1968).
Предишната година, дъщерята на Олга Николаевна, Елена Гаврилова, е била солист в първото парижко изпълнение на неговия Клавирен концерт в си-мажор, опус 100.

Той впоследствие осиновява Елена (понякога я споменават като негова доведена дъщеря) и тя използва името Елена Глазунова. През 1928 година Елена се омъжва за пианиста Сергей Тарновски, който води професионалните и икономическите въпроси на Глазунов в Париж, като например сключване на договори със Сол Хурок за изяви в Съединените щати. Елена по-късно се именува и като Елена Гюнтер-Глазунова след втория си брак с Херберт Гюнтер (1906 – 1978).

### Смърт
Глазунов умира в Ньой сюр Сен (край Париж) на 70-годишна възраст през 1936 година. Обявяването на смъртта му шокирало мнозина, които свързвайки музиката на Глазунов предимно с миналото, мислели, че вече е мъртъв в продължение на много години. През 1972 година неговите тленни останки са погребани в Ленинград.

## Творчество и влияние

### Памет
Глазунов е признат за голямо чудо в своята област и с помощта на своя наставник и приятел Римски-Корсаков, завършват някои от незавършените произведения на Александър Бородин, най-известните са Третата симфония и операта „Княз Игор“, включително популярните „Половетски танци“. Той реконструира увертюра по памет, само след едно изслушване на изсвирването ѝ на пиано. Шостакович обаче споделя, че в пияно състояние Глазунов споделя, че „реконструкцията“ на Бородиновата увертюра е всъщност негова лична композиция; Глазунов решава да даде пълен кредит на Бородин за композицията написана от самия него, Глазунов. Умението на Глазунов да имитира перфектно Бородиновия стил е знак на почит към неговото музикално творчество. Неговото даване на кредит на Бородин, споделя Шостакович, говори много за характера на Глазунов. „Това не се случва често човек да композира отлична музика за друг композитор и да не се саморекламира (да говорите, докато сте пиян не се брои). Обикновено е обратното – някой краде една идея или дори значителна част от музиката и я приписва като своя...“
Шостакович споменава в книгата си „Свидетелство“, че има много подобни истории за паметта на Глазунов. Една от най-известните такива, той си спомня, е когато Сергей Танеев идва в Санкт Петербург с нова симфония. Човекът, на когото гостува Танеев, скрива хлапака Галзунов в съседната стая. Танеев изсвирва за домакина симфонията си на пианото. Другите гости го хвалят и го поздравяват. Тогава домакинът казва на Танеев: „Бих искал да те запозная с един талантлив млад човек. Той също е написал една симфония.“ Повикали Глазунов от съседната стая. Домакинът: „Саша, изсвири симфонията си на нашите скъпи гости.“ Глазунов сяда на пианото и изсвирва симфонията на Танеев от началото до края, след като я бил изслушал само веднъж и то през затворената врата.
Възрастта не отслабва паметта на Глазунов. Друга история, разказана от Шостакович за един „вечен студент“, кандидатстващ за факултета по композиция в Санкт Петербургската консерватория. Кандидатът изсвирил пред Глазунов на пианото соната, написана от него. Когато кандидатът привършил, Глазунов казал: „Ако не се лъжа, Вие кандидатствахте преди няколко години. Тогава в друга Ваша соната, имахте доста добра вторична тема.“ Глазунов седнал на пианото и изсвирил голяма част от предишната соната. „Вторичната тема беше боклук, разбира се“ казва Шостакович, „но ефектът беше огромен.“.

### Композиции
Най-популярните произведения на Глазунов в днешно време са балетите Сезоните и Раймонда, някои от неговите по-късни симфонии, особено Симфония № 4, Симфония № 5 и Симфония № 6, Полонезата от „Силфида“ (Les Sylphides) оркестрирана от Глазунов; както и двата концертни валса. Концертът за цигулка на Глазунов е любимо концертно произведение на цигуларя Яша Хайфец, и все още понякога се свири и записва. Неговият последен труд, Концертът за саксофон (1934), показва способността му да се адаптира към западната мода в музиката по онова време. По-ранните бунтове на експерименталните движения на „сериалисти“ и „минималисти“, минават покрай него. Той никога не се дистанцира от шлифования си маниер, усвоен в началото на века. Музикалното развитие на Глазунов е парадоксално. Той е приет като идол от националистическите композитори, които, с изключение на Римски-Корсаков, са до голяма степен самоуки и дълбоко недоверчиви към академичната техника. Първите две симфонии на Глазунов може да се разглеждат като антология на руски национални техники, както това правят Балакирев и Бородин; същото може да се каже за неговата симфонична поема „Степан Разин“ с използваната народна песен „Бурлаки на Волге“ и ориенталски мотиви като тези в творбите на Могъщата петорка.
Още в началото на 1920-те той разбира, че полемичните битки между академизъм и национализъм вече не са валидни. Макар че той основава своите композиции на Руската популярна музика, техническото майсторство на Глазунов му позволява да пише на сложен, култивиран музикален език. С неговата посветена на Чайковски Симфония № 3, той съзнателно се опитва да интернационализира музиката си по начин, подобен на стила на Чайковски. Трета симфония е преходна творба. Глазунов признава, че композирането ѝ му причинило много главоболия. С Четвъртата симфония той влиза в своя зрял стил. Посветена на Антон Рубинщайн, Четвъртата е написана като умишлено космополитна работа от един руснак на запад, но тя остава безпогрешно руска по звучене.  Той продължава да синтезира националните традиции със западната техника в Петата си симфония. По времето, когато Глазунов пише своята Седма симфония, неговите задължения в консерваторията забавят темпа на композиране. След неговата Осма симфония, вероятно сериозният му проблем с пиенето се отразява и върху творчеството му. Той надрасква едно движение от Симфония № 9, но оставя творбата недовършена.
Глазунов написва три балета, осем симфонии и много други оркестрови творби, пет концерта (2 за пиано, 1 за цигулка, 1 за виолончело и 1 за саксофон), седем струнни квартета, две сонати за пиано и други пиеси за пиано, разнообразни други инструментални произведения и няколко песни. Той работи с хореографа Фокин за създаването на балета „Силфида“ като оркестрира колекция от музика за пиано от Шопен. Серж Дягилев му дава възможност да напише музиката за балета „Жар птица“ след като Лядов не успява да го направи. Глазунов обаче отказва и в крайна сметка Дягилев се обръща към дотогава неизвестния композитор Игор Стравински, който пише музиката. По ирония на съдбата и Глазунов, и Сергей Рахманинов, чиято първа симфония (според композитора) Глазунов дирижира така лошо на премиерата ѝ, в следващите години започват да бъдат приемани за „старомодни“. През последните няколко години музикалният талант на Глазунов е оценен по достойнство, благодарение на голям брой записи на неговите пълни оркестрови творби.

### Глазунов и Стравински
В своите „Мемоари“ Стравински признава, че като младеж силно се възхищава на съвършенството на музикалната форма, чистота на контрапункта и лекотата и увереността в творчеството на Глазунов. На 15-годишна възраст Стравински преписва един от струнните квартети на Глазунов за соло пиано. Дори умишлено моделира Симфонията в ми-бемол, опус. 1, следвайки симфониите на Глазунов, които тогава били на мода. Стравински използва Осма симфония, на Глазунов, опус 83, която е написана в същата тоналност като неговата, като модел, по който да коригира симфонията си.
Тази нагласа се променя с течение на времето. В „Мемоарите“ си Стравински нарича Глазунов един от най-неприятните хора, които някога е срещал, добавяйки, че единствената 'лоша поличба', от първоначалното (частно) изпълнение на неговата симфония пред Глазунов е като след изпълнението Глазунов му казал: „Много хубаво, много хубаво.“ По-късно Стравински изменя спомените си за този инцидент, и добавя, че когато Глазунов минава по пътеката след изпълнението, той казва на Стравински: „Доста тежка инструментация за такава музика.“От своя страна Глазунов не подкрепя модернистичната посока на музиката на Стравински. Той не бил сам на това мнение – общият им учител, Римски-Корсаков, остава дълбоко консервативен до края на живота си, „женен“ за академичния подход, който той сам насажда в консерваторията. За разлика от Римски-Корсаков Глазунов не е притеснен от някаква потенциално задънена улица пред руската музика, следваща строго академични настроения, нито споделя неохотното отношение на Римски-Корсаков към нови идеи и техники. Най-вероятно Глазунов се отнася резервирано към Стравински, но със сигурност не с явна грубост. Неговото мнение за музиката на Стравински в присъствието на другите е друг въпрос. В изпълнение на „Фойерверки“ (на френски: Feu d'artifice), казват че направил коментара: „Kein Talent, nur Dissonanz“(„Никакъв талант, само дисонанс“). (В публиката е и Сергей Дягилев, който именно поради силата на тази музика се обръща към младия композитор, за да го ангажира за трупата „Руски балет“.) Глазунов в крайна сметка смята Стравински само за „експерт оркестратор“. През 1912 година той казва на Владимир Теляковски: „... „Петрушка“ не е музика..., но е отлично и умело оркестрирана...“ През 1962 година, когато Стравински се завръща в Съветския съюз, за да празнува своя 80-годишен юбилей, той посещава Консерваторията в Ленинград и, според неговия сътрудник Робърт Крафт, изпъшква и казва „Глазунов!“, когато вижда снимка на композитора в някаква витрина.

### Глазунов и модернизма
Игор Стравински не е единственият композитор, чиито модернистки тенденции Глазунов не харесва. Шостакович споменава за атаките на Глазунов срещу „изследователите какофонисти“ (фр. „recherché cacophonists“) – термин използван от големия композитор за най-новите поколение западни композитори, започвайки с Дебюси. Когато операта на Франц Шрекер, „Далечният звук“ (нем. Der ferne Klang, е поставена в Ленинград, Глазунов нарича операта по-скоро заради играта на думи с името на композитора Шрекер – „Ужасна музика!“ (нем. Schreckliche Musik!). Той също така вероятно от време на време се е чудил дали има вина за създаването на музикалния хаос. Веднъж, като разглеждал партитурата на „Прелюд към „Следобедът на един фавън“ от Дебюси, той коментира: „Това е оркестрирано с много вкус... И си разбира от работата ... Възможно ли е Римски и аз да сме повлияли на оркестрациите на всички тези съвременни дегенерати?...“
В защита на Глазунов обаче, дори и след като той отрежда, че някаква музика е „какофонска“, той не спира да я слуша. Вместо това той продължава да я слуша, в опит да я разбере. Той „прониква“ в музиката на Вагнер по този начин – не разбира нищо от операта „Валкирия“ (нем. Die Walküre) на първото прослушване..., нито на второто..., третото... или четвъртото. Едва на десетото изслушване най-накрая я разбира и „много я харесва“. По времето, когато Шостакович е негов ученик, той се опитва да направи същото с операта „Саломе“ на Рихард Щраус – „...свиквам с него, прониквам, изучавам го...“, казал той на Шостакович.
Шостакович постъпва в Петроградската консерватория на 13 години, ставайки най-младият студент. Учи пиано при Леонид Николаев и композиция при зетя на Римски-Корсаков Максимилиан Щайнберг. Той се оказава дисциплиниран и трудолюбив студент. Глазунов вероятно разпознава у Шостакович 'отзвук от едно по-младо свое въплъщение'. Той внимателно следи напредъка му в класа на Щайнберг и давайки му доктората, го препоръчва за аспирантура, което нормално би довело до професорско място. Поради финансови затруднения на семейството си, Шостакович не е в състояние да се възползва от тази възможност.
Глазунов също урежда премиерата Симфония № 1 на Шостакович да се постави на 12 март 1926 година от Ленинградската филхармония под палката на Николай Малко. Това е 44 години след като първата симфония на Глазунов дебютира в същата тази зала.  Като някакво ‘’дежа ву’’ (фр. Déjà vu), подобно на сензацията предизвикана на времето от симфонията на младия Глазунов, така подействала и появата на 19-годишния Шостакович на сцената, покланящ се неловко на публиката.
Поради сериозните пристъпи на алкохолизъм Глазунов намира забраната на болшевиките да се продава официално вино и водка особено съкрушителна. Обаче той научава, че бащата на Шостакович има достъп до стриктно контролирания алкохол. Една от по-неприятните задачи на Шостакович става препращането на поръчки между Глазунов и баща му. Това го тормозило по две причини: първо, поръчките можели да поставят баща му в смъртна опасност, особено, като не можело да се каже кого болшевиките ще решат да разстрелят за назидание на другите и второ, той не желаел някой да припише успеха му в Консерваторията на един вид „подкуп“.

### Глазунов и консерваторията
Дмитрий Шостакович признава, че докато от една страна има много непонятни, дори смешни неща по отношение на Глазунов, то от друга страна той охотно жертва своето време, спокойствие и творчески талант за Консерваторията. Той прекарва почти цялото си време там. Глазунов придобива спокойствие и твърдост по отношение на връзките с властите. Когато го питат преди революцията колко евреи са били записани, Глазунов отговаря: „Ние не държим такива отчети.“
През 1922 година правителството се наема да предостави на Глазунов условия на живот, които да улеснят творчество му и да са съизмерими с неговите постижения. Глазунов, който бил отслабнал значително и се борел с живота не по-малко от мнозина други, помолил вместо това правителството да изпрати дърва в Консерваторията, така че студентите да могат да учат в поносима среда, което то изпълнило.
Той раздава значителна част от заплатата си на нуждаещите се студенти от състрадание към тях. Написал е безброй препоръчителни писма, описвайки истинските си мисли за човека и хвалейки обосновано. Понякога е ходел при държавни служители да се застъпва за тях. Еврейските музиканти са знаели, че той ще се застъпи за разрешително да живеят в Петроград. Благодарение на него, Яша Хйфец, Натан Милщайн и Миша Елман, са едни от многото, които успяват да останат и да учат.
Шостакович твърди, че Глазунов никога не се възползвал от тези музиканти да свирят за него; смятал, че всеки има правото да живее където желае, и в резултат изкуството няма да пострада. Най-важното за Шостакович било, че Глазунов не афиширал усилията си в това отношение. „Той не смятал, че трябва да парадира с високи принципи, когато при него идвали слаби и нуждаещи се хора. Той запазвал такива демонстрации на принципи за по-важни хора и при по-важни случаи.“